# Phlebopenes basilica
Phlebopenes basilica is een vliesvleugelig insect uit de familie Eupelmidae. De wetenschappelijke naam is voor het eerst geldig gepubliceerd in 1892 door Marshall.